# La corda d'acciaio
La corda d'acciaio è un film del 1954 diretto da Carlo Borghesio.

## Trama
Marcella, figlia di Elsa, un'acrobata del circo rimasta vedova, tenta anche lei la vita del trapezio, ma per un lieve incidente perde il coraggio di salire sulla pedana e viene messa in collegio, dove rimane vittima di un altro incidente, che le fa perdere anche l'uso delle gambe. Elsa, che è stata intanto abbandonata dal suo nuovo compagno, Filippo, per una donna più giovane, Stella, decide di esibirsi con un esercizio molto rischioso per trovare i soldi per far operare Marcella. Ma sta per cadere dal trapezio e rischiare la vita, quando arriva all'ultimo momento Filippo, che riesce a salvarla.

## Produzione
La pellicola rientra nel filone melodrammatico-sentimentale, popolarmente detto strappalacrime, molto in voga in quel periodo tra il pubblico italiano pur se malvisto dalla critica cinematografica dell'epoca (che solo a partire dagli anni settanta opererà una generale rivalutazione di questa tipologia di film, coniando appositamente il termine neorealismo d'appendice per riferirvici).
Tra i vari attori, spicca la presenza di una giovane Virna Lisi all'inizio della carriera, qui al suo sesto film.

## Distribuzione
Il film fu distribuito nel circuito cinematografico italiano il 29 settembre del 1954.
Venne in seguito distribuito anche in Francia con il titolo L'Amour d'une mère, il 28 febbraio del 1958.